# Van Langen
Van Langen ist ein deutsches Musikprojekt, das 1994 in München gegründet wurde. Der Frontmann Marcus van Langen tritt dabei solo als Spielmann oder akustisch mit Band auf. Daneben existiert seit 1999 das Nebenprojekt Des Teufels Lockvögel, das dem Mittelalter-Rock zuzuordnen ist.

## Stil
Angefangen mit rockigem Irish Folk, fanden immer mehr die musikalischen Traditionen Mitteleuropas Eingang in die Musik der Band. Mit der Zeit entstand in unterschiedlichen Besetzungen eine Symbiose aus mittelalterlicher Instrumentierung und harten Elektrosounds. Neben E-Gitarre, Bass und Schlagzeug spielen bei van Langen auch andere Instrumente hauptsächlich mittelalterlicher Herkunft eine Rolle: Dudelsack, Schalmei, Harfe, Cister. Im Set von van Langen finden sich Lieder aus dem Mittelalter sowie eigene Titel.

## Diskografie: Van Langen

### Alben
- 1997: Ask the Runes
- 1999: Chosen Ones
- 1999: Des Teufels Lockvogel
- 2002: Ales umb der Holden Frouwen Minne
- 2002: Palästinalied-Projekt (20 Bands)
- 2005: Zeychen der Zeyt
- 2006: Heilige Lieder
- 2007: Alte Zeyten: Gesammelte Jugendsünden 1994 - 2000 (Kompilation)
- 2009: Marcus Van Langen
- 2009: Zeytreise
- 2012: Schagai

### EPs
- 1995: Van Langen
- 2000: Schönlang
- 2009: Zeytreise (Promo-EP)
- 2011: Schagai

## Diskografie: Des Teufels Lockvögel

### Alben
- 1999: Schwarze Kunst
- 2004: Carmina Mystica
- 2011: Vanitas

### EPs
- 2010: Vanitas
- 2015: Fetus